# Laing Art Gallery

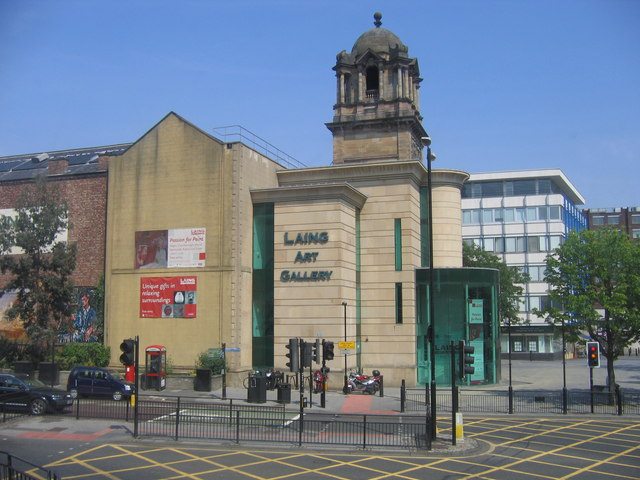
Laing Art Gallery (2006)

Die Laing Art Gallery ist eine Galerie in Newcastle-upon-Tyne.

## Geschichte
Trotz einer recht aktiven Künstlerszene gab es in Newcastle bis ins späte 19. Jahrhundert keine Kunstgalerie. 1900 bot Alexander Laing, ein wohlhabender Weinhändler aus Newcastle, der Stadt eine Spende von (geschätzten) 20.000 Pfund für den Bau einer Galerie an. Entworfen wurde sie von den lokalen Architekten Cackett und Burns Dick. Ein Platz für eine mögliche Galerie war schon vor der Spende ausersehen worden, und so nahm der Stadtrat die Spende an, trotz Gegenstimmen wegen der ungünstigen Verkehrslage des Platzes. Bis zur Eröffnung im Jahr 1904 sollte der Bau 30.000 Pfund kosten.
Es gab nicht, wie sonst oft der Fall, private Mäzene, die aus ihren Sammlungen Kunstwerke für die Galerie spendeten. Daher musste der erste Kurator, C. Bernard Stevenson, um einzelne Leihgaben und Spenden bitten. Für die Eröffnungsausstellung konnte er so 400 Objekte zusammenbekommen.
1996 wurde ein Seitenflügel angebaut, durch den die Galerie an eine größere Straße angrenzt und somit vom Stadtzentrum aus besser seh- und erreichbar ist. 2004 wurde das Galeriegebäude renoviert. Bis heute hatte die Laing Art Gallery fünf Kuratoren: C. Bernard Stevenson, dessen Sohn Collingwood Stevenson, John Millard, Andrew Greg und, seit Mai 2001, Julie Milne.

## Gegenwart
Die Laing Art Gallery hat eine Sammlung hauptsächlich britischer Gemälde vom 18. Jahrhundert bis heute, mit einem Schwerpunkt auf lokalen Künstlern. Die Sammlung umfasst insgesamt etwa 1000 Gemälde, 4000 Aquarelle, 5000 Drucke, 100 Skulpturen und 7000 Kunsthandwerk-Objekte. Die wichtigsten vertretenen Künstler sind John Martin, Holman Hunt, Edward Coley Burne-Jones, Paul Gauguin, Stanley Spencer, Joshua Reynolds und Laura Knight.
Im Obergeschoss der Galerie befinden sich vier Räume, die für Sonderausstellungen und Ausstellungen aus der eigenen Sammlung genutzt werden. In den Lünetten dieser Räume sind Gemälde ortsansässiger Künstler, die Szenen aus der Geschichte der Stadt darstellen, zu sehen.
Im Erdgeschoss befindet sich die Dauerausstellung „Art on Tyneside“ (Kunst am Ufer des Tyne), sowie ein Café. Außerdem gibt es ein hauptsächlich auf Kinder ausgerichtetes Lernzentrum zum Thema Kunst, den „All About Art Room“. Die „Marble Hall“, die ehemalige Eingangshalle der Galerie, beherbergt eine Skulpturenausstellung, unter anderem auch eine Büste von Alexander Laing.
Im neuen Flügel befinden sich der Eingangsbereich und die Rezeption, darüber ein Raum für Vorlesungen, Konferenzen etc., und im Obergeschoss ein weiterer Ausstellungsraum.
Die Galerie wird verwaltet von Tyne and Wear Archives and Museums und vom britischen Kulturministerium unterstützt. Der Eintritt ist frei. Seit 1965 existiert außerdem ein Förderverein namens „Friends of the Laing Art Gallery“ (FLAG), der Geld für Ausstellungen, Kataloge und Ankauf weiterer Kunstwerke sammelt.
2024 betrug die Besucherzahl etwa 192.000 Personen.